# Щеткинское сельское поселение
Щеткинское сельское поселение — муниципальное образование в составе Подосиновского района Кировской области России, существовавшее в 2006 — 2011 годах.
Центр — село Щеткино.

## История
Щеткинское сельское поселение образовано 1 января 2006 года согласно Закону Кировской области от 07.12.2004 № 284-ЗО.
Законом Кировской области от 28 апреля 2012 года № 141-ЗО поселение упразднено, все населённые места включены в состав  Подосиновского городского поселения.

## Состав
В состав поселения входили 22 населённых пункта:
| - село Щеткино - деревня Антамоново - деревня Бушманиха - деревня Васильево Рамешко - деревня Верхнее Раменье - деревня Дурняково - деревня Елизарово - деревня Ермаковщина | - деревня Зубариха - деревня Лодейно - деревня Мергасовская - деревня Нижнее Раменье - деревня Огонково - деревня Паршиха - деревня Погорелово | - деревня Рычково - деревня Сафониха - деревня Серкино - деревня Храпино - деревня Шадринская Гора - деревня Шишиха - деревня Щеткино |